# Marie-Angélique de Bombelles
Marie-Angélique Charlotte, Markýza de Bombelles (1762 – 29. září 1800, Brno), byla francouzská dvorní úřednice a zapisovatelka dopisů. Byla služkou, přítelkyní a důvěrnicí princezny Alžběty (1764–1794), jejich rozsáhlá korespondence se zachovala.

## Životopis
Marie-Angélique de Bombelles se narodila v roce 1762 jako dcera barona Louise Eléonora Dirkheima de Mackau (1727–1767) a jeho ženy Marie-Angélique de Mackau. Měla sestru Renée Suzanne de Soucy (1758–1841) a bratra Armanda Louise de Mackau (1759–1827). Její matka sloužila jako vychovatelka u královské rodiny a ona sama se od dětství přátelila s princeznou Alžbětou, jejich korespondence je považována za cenný zdroj informací o životě princezny. 
V roce 1778 se provdala z lásky za svého bratrance, diplomata Marca Marie, markýze de Bombelles, a porodila mu během následujících let čtyři děti:
- Louis-Philippe (1780–1843)
- Charles-René (1785–1856)
- Henri François (1789–1850)Bombel
- Caroline (1794–1861)

Po vypuknutí francouzské revoluce emigrovala. Zprávu o popravení Alžběty nesla velmi těžce a nakonec se usídlila na území dnešní Moravy a zemřela o 11 let později, přesněji 29. září 1800, v Brně. Její manžel se po překonání žalu stal knězem a během restaurace byl jmenován biskupem, svou ženu přežil o 22 let. 